# Parafia Matki Boskiej Matki Kościoła w Lisowie
Parafia Matki Boskiej Matki Kościoła w Lisowie – parafia rzymskokatolicka, znajdująca się w diecezji gliwickiej, w dekanacie Sadów.